# 博洛尼亚圣斯德望圣殿

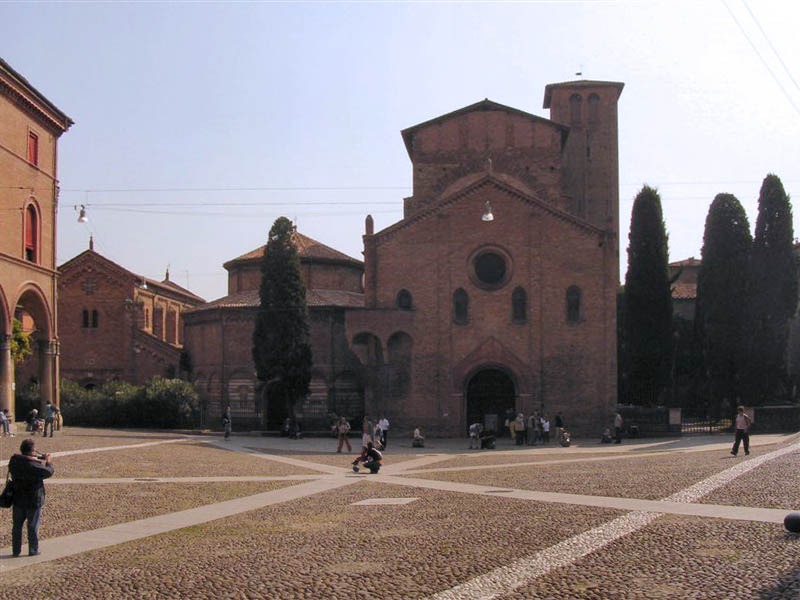
博洛尼亚圣斯德望圣殿

博洛尼亚圣斯德望圣殿（Santo Stefano）是意大利城市博洛尼亚的宗教建筑群，位于同名广场，当地人称为“七教堂”（Sette Chiese）。
相传这里的教堂最早在5世纪由主教圣白托略所建，兴建在过去的艾西斯庙宇上。圣若望洗者教堂可追溯到8世纪，圣墓教堂可追溯到5世纪，而天主圣三教堂建于13世纪。